# Achraf Bouali
Achraf Bouali (Imzouren, 11 juni 1974) is een Nederlands voormalig politicus namens D66. Van 23 maart 2017 tot 31 maart 2021 was hij lid van de Tweede Kamer.

## Biografie
Bouali werd geboren in Marokko en kwam op jonge leeftijd naar Nederland waar hij opgroeide in Goirle. Zijn middelbareschoolcarrière liep van Mavo naar VWO. Aansluitend studeerde hij politicologie aan de Rijksuniversiteit Leiden alwaar hij afstudeerde op Europese Integratie. Tijdens deze studie werd hij lid van LSV Minerva. Hij deed een master aan het Europacollege in Brugge met een afstudeerthesis over Europese defensiesamenwerking. Hij specialiseerde zich verder in Europese integratie aan de École nationale d'administration.
Bouali werd in 2001 aangenomen voor het 'diplomatenklasje' van het ministerie van Buitenlandse Zaken. Hij was werkzaam in het Midden-Oosten, Rusland, Afghanistan, Letland en Hongarije. Van 2013 tot 2015 was hij diplomaat op Curaçao en daarna tot 2017 plaatsvervangend-ambassadeur op Cuba.
Bouali werd op 23 maart 2017 geïnstalleerd als lid van de Tweede Kamer. Hij heeft daar de portefeuille buitenlandse handel, ontwikkelingssamenwerking, prostitutie en mensenhandel. Op 18 februari 2019 werd bekend dat Bouali na zijn aantreden als Kamerlid in 2017 door het ministerie van Buitenlandse Zaken werd berispt na klachten ingediend begin 2017 over zijn autoritaire stijl van leidinggeven toen hij plaatsvervangend ambassadeur op de Nederlandse ambassade Cuba was. In 2018 riep hij de regering via een motie op om extra steunpunten voor Nederlandse bedrijven in het buitenland te openen. Dit leidde ertoe dat er een pilot kwam van 8 Holland Houses in het buitenland om NL bedrijven te ondersteunen. Een van de prioriteiten op de ontwikkelingssamenwerkingsportefeuille is het waarborgen van onderwijs voor vluchtelingenkinderen en kinderen in arme landen. Hij vroeg via een motie een significante bijdrage aan de Global Partnership for Education (GPE). Minister Sigrid Kaag besloot op basis daarvan 100 miljoen euro vrij te maken voor GPE voor een periode van 5 jaar.
Bouali is polyglot en spreekt Nederlands, Frans, Engels, Spaans, Russisch, Duits, Arabisch en Berbers.
Bouali maakte op 10 november 2020 bekend niet meer terug te keren in de Tweede Kamer na de verkiezingen van 17 maart 2021. Op 30 maart 2021 nam hij afscheid van de Tweede Kamer.
- Parlement.com: vk9hbobhwguk